# 샬럿 크로즈비
샬럿 크로즈비(영어: Charlotte Crosby, 1990년 5월 16일 ~ )는 잉글랜드의 방송인이다.